# Tableau des médailles des Jeux olympiques d'hiver de 1948
Cet article présente le classement des médailles des Jeux olympiques d'hiver de 1948. Le CIO ne publie pas explicitement ce classement, mais publie des classements pour chaque Jeux. Ce tableau est trié par défaut selon le nombre de médailles d'or, puis, en cas d'égalité, selon le nombre de médailles d'argent, et enfin selon le nombre de médailles de bronze. En cas d'égalité parfaite, la convention est de lister les pays par ordre alphabétique. Les médailles des sports de démonstration de ces jeux, la patrouille militaire et le pentathlon d'hiver ne sont pas comptabilisés dans ce tableau des médailles bien que le rapport officiel du Comité olympique suisse le fasse. Au cours de ces Jeux, l'Italie remporte sa première médaille aux Jeux olympiques d'hiver.
- Pays organisateur (Suisse, Saint-Moritz)

| Rang  | Nation          | Or | Argent | Bronze | Total |
| ----- | --------------- | -- | ------ | ------ | ----- |
| 1     | Norvège         | 4  | 3      | 3      | 10    |
| 1     | Suède           | 4  | 3      | 3      | 10    |
| 3     | Suisse          | 3  | 4      | 3      | 10    |
| 4     | États-Unis      | 3  | 4      | 2      | 9     |
| 5     | France          | 2  | 1      | 2      | 5     |
| 6     | Canada          | 2  | 0      | 1      | 3     |
| 7     | Autriche        | 1  | 3      | 4      | 8     |
| 8     | Finlande        | 1  | 3      | 2      | 6     |
| 9     | Belgique        | 1  | 1      | 0      | 2     |
| 10    | Italie          | 1  | 0      | 0      | 1     |
| 11    | Hongrie         | 0  | 1      | 0      | 1     |
| 11    | Tchécoslovaquie | 0  | 1      | 0      | 1     |
| 13    | Royaume-Uni     | 0  | 0      | 2      | 2     |
| Total | Total           | 22 | 24     | 22     | 68    |